# Astronomija u 2081.
◄◄ | ◄ | 2078. | 2079. | 2080. | 2081.  | 2082. | 2083. | 2084. | ► | ►►
Astronomija
Astronomija u 2081.

## Hrvatska i u Hrvata
- 3. rujna - pomrčina Sunca, prva vidljiva u Hrvatskoj od 15. veljače 1961.

## Vanjske poveznice
|  | Zajednički poslužitelj ima još gradiva o temi Astronomija u 2081. |